# Майтрея
Майтре́я (санскр. मैत्रेय, IAST: maitreya, «Тот, кто есть любовь»; пали: Меттея; монг.: Майдари) — бодхисаттва и будда будущего, который появится в конце данной кальпы с небес Тушита, где, как считается, пребывает в настоящее время. В дальневосточном буддизме является одним из наиболее популярных бодхисаттв и связывается с будущей эпохой процветания и блаженства. Культ Майтреи больше всего развился в Корее, а также в различные периоды был значительно распространён в Китае, Мьянме и других буддийских странах. Майтрея является единственным бодхисаттвой, которого почитают все школы буддизма, и единственным, которого почитает старейшая школа тхеравада.
С Майтреей связан Майтреянатха, живший в первой половине IV века. Как считают буддологи, он был историческим учителем Асанги. В махаянском буддизме считается, что Майтреянатха был Майтреей, который передал пять текстов Асанге на небесах Тушита.

## Культ Майтреи
Майтрея (санскр.: «Любящий»), Аджита (санскр.: «Непобедимый»), — такие имена даны ему Буддами (см. Махапариниббана-сутта, гл. 5). Буддисты верят, что Майтрея появится на Земле, достигнет полного просветления и будет учить чистой дхарме.
Уже в Дигха-никае (III, 26) о нём говорится как о будущем будде, преемнике Шакьямуни. В одном из разделов Лалита-вистары (V, 39) говорится, что Будда Шакьямуни, прежде чем снизойти на землю с небес Тушита, чтобы стать Буддой, указал на бодхисаттву Майтрею как на своего наследника и возложил на его голову свою диадему Бодхисаттвы.
Майтрея — грядущий учитель человечества, даёт новое учение и является выразителем учения Будды.
Культ Майтреи имеет древнюю традицию и особенно развит в Центральной Азии и Гималаях, где в его честь сооружено множество статуй (см. труды С. Ф. Ольденбурга, материалы Центрально-Азиатской экспедиции Н. К. Рериха), которые воздвигались уже за 350 лет до н. э.
Одно из самых ранних упоминаний имени Майтреи — санскритский текст «Майтреявьякарана» (санскр. मैत्रेयव्याकरण, IAST: maitreyavyākaraṇa) — «Пророчество Майтреи», утверждающее, что боги, люди и другие существа будут поклоняться Майтрее и утратят сомнения, и потоки привязанностей их иссякнут: свободные от всяческой нищеты они смогут пересечь океан становления, и, по учению Майтреи, они будут вести святую жизнь. Никогда более они не будут расценивать что-либо как принадлежащее им, ничего не будет им принадлежать, ни золото или серебро, ни дом, ни близкие! Но будут вести они святую целомудренную жизнь под водительством Майтреи. Они разорвут сеть страстей и им будет принадлежать изобилие радости и счастья за праведную жизнь их.
Другая традиция связывает Майтрею непосредственно с возникновением учения махаяны. Согласно ей прославленный основатель буддийской школы йогачарьев Асанга несколько раз посетил небеса Тушита и там, в присутствии будущего будды, постиг сущность махаяны.

### Небеса Тушита
Будда Майтрея пребывает на Небесах Тушита (санскр. तुषित, IAST: tuṣita, «Сад Радости») в ожидании, пока не настанет время, благоприятное для Спасения.
Небеса Тушита — это четвёртый снизу мир из шести Небес богов Мира Желаний (Мира Страстей, Камалока), как описано в сутрах. В мире Тушита перевоплощаются существа, соблюдавшие пять заповедей: не убивай, не воруй, не прелюбодействуй, не лги, не употребляй спиртные напитки — а также взращивавшие добрыми поступками и медитацией безмерные состояния сознания: Любящее сердце, Сострадание, Сорадование (Похвалу), Равновесие Пробуждённого Ума (Беспристрастность) — другими словами, те качества, которые составляют сущность пробуждённого ума. В этом мире перерождаются бодхисаттвы. Согласно сутрам махаяны, Будда Шакьямуни перед тем, как переродиться на Земле две с половиной тысячи лет назад, воплотился на этих Небесах.

### Явление Майтреи
Явление Майтреи совпадёт со становлением новой школы, превосходящей учение Будды Гаутамы. Предсказано, что Майтрея достигнет просветления за семь дней (минимальный срок) благодаря подготовке в течение многих его жизней (по аналогии с тем, что рассказывается в повествованиях Джатака о Будде Шакьямуни).
Приход Майтреи характеризуется следующим природным явлением: океаны уменьшатся в размерах, чтобы Майтрея мог их без труда пересекать. Кроме того, людям откроется истинная дхарма, чтобы можно было создать новый мир.
Среди явлений, должных предвещать появление последнего Будды, перечисляются также: прекращение смерти, войн, голода, болезней и вход в новое общество терпимости и любви.

## Образ Майтреи в других культурах
В некоторой степени образу Майтреи в других верованиях и культурах аналогичны: Калки-Аватар (воплощение Вишну в индуизме), Саошьянт в зороастризме и Мессия в религиях народов мира.

## Иконография
В иконографии Майтрею изображают в нескольких формах. Часто он сидит на возвышении, похожем на стул или кресло. Иногда его изображают на белом коне. Порой его представляют сидящим в традиционной позе Будды, с перекрещёнными ногами, либо в лалитасане (поза, когда одна нога свешивается, опираясь иногда на меньший лотос, а другая лежит так, как в обычном положении Будды).
Майтрея убран в украшения. Если на его голове корона, то она венчается небольшой ступой (чайтья, чортен; сооружение, символизирующее Вселенную в буддизме). Его тело золотисто-жёлтого цвета, он носит монашескую одежду. Руки сложены в дхармачакра-мудре (жест изложения буддийского закона). Встречается форма Майтреи с тремя лицами и четырьмя руками. Одна из его левых рук держит цветок нагкешвара (шафран), положение одной из правых рук — варада-мудра (жест дарующего благо), две других руки сложены у груди в дхармачакра-мудре, или в иных жестах.
В иконографии греко-буддийского искусства Гандхары, в первые века нашей эры Майтрея был самым популярным персонажем, наряду с Буддой Гаутамой. В Китае, культ Майтреи, вероятно, был развит раньше культа будды Амитабхи (уже в III веке н. э.)
В Восточной Азии популярным изображением Майтрейи стало изображение толстопузого «смеющегося будды» (кит. Будай или яп. Хотэй), которое сопоставляет тему космического мессианства с образом мирского благополучия.

## Мифологические параллели
Имя Майтрея или Меттея (пали) — производная от слова майтри (санскр. मैत्री, IAST: maitrī) или метта (пали: mettā), означающее «добросердечность», которое, в свою очередь, происходит от существительного митра (санскр. मित्र, IAST: mitra), митта (пали: mitta) — «друг».
Некоторые исследователи считают, что на культ Майтреи (который часто изображается сидящим «по-европейски» на троне) оказал влияние зороастрийский культ бога Митры, ассоциировавшегося с Солнцем.
Ряд исследователей считают, что некоторые идеи зороастризма повлияли на культ Майтреи, в частности, ожидание небесного спасителя, необходимость выбора праведности и спасения мира. С другой стороны, указанные идеи не являются уникальными ни для зороастризма, ни для культа Майтреи.

## Образ Майтреи в живописи

### Серия картин «Майтрейя» Н. К. Рериха
Русский художник Николай Рерих посвятил серию своих картин Владыке Майтрее. В серию «Майтрейя» («Красный всадник») вошли картины: «Шамбала идёт», «Конь счастья» («Красный всадник»), «Твердыни стен» («Монастырь Бон-по»), «Знамя грядущего», «Мощь пещер», «Шёпоты пустыни» («Сказ о Новой Эре»), «Красные кони» («Кони счастья»),«Майтрейя Победитель». В 1926 году во время завершения первого этапа Центрально-Азиатской экспедиции Николай Рерих прибыл в Москву, где эту серию преподнёс в дар Советскому правительству. В настоящее время серия «Майтрейя» представлена в постоянной экспозиции Нижегородского художественного музея. Местонахождение картины «Шамбала идёт» пока неизвестно.
Кроме того, образу Майтреи посвящены одноимённые картины художника 1932 и 1933 годов.